# سلطان الشريف
سلطان الشريف (بالإنجليزية: Sultan Al-Sherif)‏؛ مواليد 26 ديسمبر 1991 في جدة، السعودية، هو لاعب كرة قدم سعودي.

## مسيرة اللاعب
كانت بداياته مع النادي الأهلي و انتقل إلى نادي نجران في عام 2013 و لعب معه لمدة موسمين و بعدها لعب مع نادي الرائد ونادي الوشم ونادي أبها ونادي الطائي ونادي أحد ونادي الشعيب ونادي الكوكب.

## روابط خارجية
- سلطان الشريف على موقع Soccerway.com (الإنجليزية)